# قائمة وزارات المغرب
المنتقائمة وزارات المملكة المغربية هي جدول للوزارات المكونة للحكومة المغربية الحالية بوصف قصير للاختصاص ورابط الموقع الرسمي، إذا وُجد.
| حكومة عزيز أخنوش  | حكومة عزيز أخنوش | حكومة عزيز أخنوش       | حكومة عزيز أخنوش          | حكومة عزيز أخنوش                                                | حكومة عزيز أخنوش                                                                   |
| #                 | الوزارة | اسم الوزير             | عن حزب                    | موقع الوزارة                                                    | ملاحظة                                                                             |
| ----------------- | --- | ---------------------- | ------------------------- | --------------------------------------------------------------- | ---------------------------------------------------------------------------------- |
| 1                 | رئاسة الحكومة | عزيز أخنوش             | التجمع الوطني للأحرار     | الموقع الرسمي                                                   | --                                                                                 |
| الوزراء           | |                        |                           |                                                                 |                                                                                    |
| 2                 | وزارة الداخلية | عبد الوافي لفتيت       | مستقل                     | - -                                                             | وزارة تعتبر سيادية                                                                 |
| 4                 | وزارة الشؤون الخارجية والتعاون الإفريقي والمغاربة المقيمين بالخارج                                                        | ناصر بوريطة            | --                        | الموقع الرسمي                                                   | --                                                                                 |
| 5                 | وزارة العدل | عبد اللطيف وهبي        | حزب الأصالة و المعاصرة    | الموقع الرسمي نسخة محفوظة 15 يوليو 2023 على موقع واي باك مشين.  | --                                                                                 |
| 6                 | وزارة الأوقاف والشؤون الإسلامية                                                                                           | أحمد التوفيق           | مستقل                     | الموقع الرسمي                                                   | وزارة سيادية سابقا، تُعنى بالحقل الديني، تأطير الوعاظ، إدارة أماكن العبادة وصيانتها |
| 7                 | الأمانة العامة للحكومة | محمد حجوي              | مستقل                     | الموقع الرسمي نسخة محفوظة 20 يونيو 2012 على موقع واي باك مشين.  | --                                                                                 |
| 8                 | وزارة الاقتصاد والمالية وإصلاح الإدارة                                                                                    | نادية فتاح العلوي      | التجمع الوطني للأحرار     | الموقع الرسمي                                                   | --                                                                                 |
| 9                 | وزارة إعداد التراب الوطني والتعمير والإسكان وسياسة المدينة                                                                | فاطمة الزهراء المنصوري | حزب الأصالة و المعاصرة    | الموقع الرسمي                                                   | --                                                                                 |
| 10                | وزارة الفلاحة والصيد البحري والتنمية القروية والمياه والغابات                                                             | محمد صديقي             | حزب التجمع الوطني للأحرار | الموقع الرسمي نسخة محفوظة 13 سبتمبر 2007 على موقع واي باك مشين. | --                                                                                 |
| 11                | وزارة التربية الوطنية والتعليم الأولي والرياضة                                                                            | شكيب بنموسى            | --                        | الموقع الرسمي                                                   | --                                                                                 |
| 12                | وزارة التجهيز والماء | نزار بركة              | حزب الاستقلال             | الموقع الرسمي                                                   | وزارة مهتمة بإنجاز وتجهيز البنية التحتية المغربية                                  |
| 13                | وزارة الصحة والحماية الاجتماعية                                                                                           | خالد ايت الطالب        | مستقل                     | الموقع الرسمي                                                   | عين بعد إعفاء نبيلة الرميلي                                                        |
| 14                | وزارة النقل واللوجيستيك                                                                                                   | محمد عبد الجليل        | حزب الأستقلال             | الموقع الرسمي                                                   | --                                                                                 |
| 15                | وزارة الإدماج الاقتصادي والمقاولة الصغرى والشغل والكفاءات                                                                 | يونس سكوري             | --                        | الموقع الرسمي                                                   | --                                                                                 |
| 16                | وزارة الصناعة والتجارة | رياض مزور              | --                        | الموقع الرسمي                                                   | --                                                                                 |
| 17                | وزارة السياحة والصناعة التقليدية والاقتصاد الاجتماعي والتضامني                                                            | فاطمة الزهراء عمور     | --                        | الموقع الرسمي نسخة محفوظة 5 يوليو 2012 على موقع واي باك مشين.   | --                                                                                 |
| 18                | وزارة التضامن والإدماج الاجتماعي والأسرة                                                                                  | عواطف حيار             | حزب الإستقلال             | الموقع الرسمي                                                   | --                                                                                 |
| 19                | وزارة الشباب والثقافة والتواصل                                                                                            | محمد مهدي بنسعيد       | حزب الاصالة و المعاصرة    | الموقع الرسمي                                                   | --                                                                                 |
| الوزراء المنتدبون | |                        |                           |                                                                 |                                                                                    |
| 20                | وزارة منتدبة لدى رئيس الحكومة مكلفة بإدارة الدفاع الوطني                                                                  | عبد اللطيف لوديي       | مستقل                     | غير موجود                                                       | تعد بمثابة وزارة الدفاع                                                            |
| 21                | وزارة منتدبة لدى وزير الشؤون الخارجية والتعاون                                                                            | محسن الجزولي           | مستقل                     | الموقع الرسمي                                                   | وزارة ملحقة، في الخارجية بمثابة كتابة دولة.                                        |
| 22                | وزارة منتدبة لدى وزير الخارجية المكلفة بالمغاربة المقيمين بالخارج                                                         | نزهة الوافي            | حزب العدالة و التنمية     | غير موجود                                                       | وزارة ملحقة                                                                        |
| 23                | وزارة منتدبة لدى وزير الداخلية                                                                                            | نور الدين بوطيب        | مستقل                     | الموقع الرسمي                                                   | وزارة ملحقة                                                                        |
| 24                | وزارة منتدبة لدى وزير التربية الوطنية والتكوين المهني والتعليم العالي والبحث العلمي، المكلف بالتعليم العالي والبحث العلمي | ادريس اعويشة           | مستقل                     | غير موجود                                                       | وزارة ملحقة                                                                        |

## وصلات داخلية
- حكومة المغرب
- سياسة المغرب
- برلمان المغرب
- دستور المغرب
- قضاء المغرب